# Leptolaimus acicula
Leptolaimus acicula är en rundmaskart som beskrevs av Lorenzen 1966. Leptolaimus acicula ingår i släktet Leptolaimus och familjen Leptolaimidae. Inga underarter finns listade i Catalogue of Life.